# Júlio César Leal
Júlio César Leal Júnior (Itajubá, 13 de abril de 1951) é um treinador do futebol brasileiro.

## Carreira
Júlio César se destacou no início de sua carreira nas categorias de base do Flamengo e Vasco da Gama, até alcançar a Seleção Brasileira Sub-20. Depois treinou diversos clubes do Brasil e do mundo. antes, de 1972 a 1975, atuou na equipe profissional do Olaria como preparador físico e auxiliar técnico. atualmente esta como treinador do Orlando Pirates,  da áfrica do Sul.

## Títulos
8-0Flamengo(Juniores)
- Campeonato Carioca: 1979, 1980
- Torneio da Associaçao Brasileira de Treinadores de Futebol: 1980
- Taça Antonio Nicolau Santana(2ºTurno do Campeonato Estadual:1980
- Troféu Walter Vasconcelos(4ºTurno do Campeonato Estadual: 1980
- Taça Alvaro Nascimento(2ºTurno do Campeonato Estadual: 1982

Seleção Brasileira Sub-20
- Campeonato Sul-Americano de Futebol Sub-20: 1991, 1992 e 1995
- Campeonato Mundial Sub-20: 1993

Fluminense
- Copa Rio: 1998

Sport
- Campeonato Pernambucano: 1999

Remo
- Campeonato Paraense: 2003

Moroka Swallows
- Copa da África do Sul: 2008-09

Orlando Pirates
- Campeonato Sul-Africano: 2010-11